# Segelfluggelände Geitau

i7
i11
i13
Das Segelfluggelände Geitau liegt im Ortsteil Geitau der Gemeinde Bayrischzell im Landkreis Miesbach in Oberbayern, etwa 2 km südlich von Geitau.

## Flugbetrieb
Das Segelfluggelände besitzt eine 250 m lange Landebahn aus Gras. Gelandet wird aufgrund der Geländebeschaffenheit ausschließlich in Richtung Süden. Der Start erfolgt ausschließlich per Windenschlepp in Richtung Norden. Die Länge der Seilauslegebahn beträgt 800 m. Das Segelfluggelände wird vom Luftsportclub Schliersee e. V. betrieben.

## Geschichte
Der Luftsportclub Schliersee e. V. wurde 1951 gegründet. Das Segelfluggelände Geitau wird seit 1953 durch den Verein genutzt.